# Vesicularia tahitensis
Vesicularia tahitensis là một loài Rêu trong họ Hypnaceae. Loài này được (Ångström) Broth. miêu tả khoa học đầu tiên năm 1908.